# Pedro Ignacio Meza
Pedro Ignacio Meza (Meza ; Asunción, 1813 - Humaitá, 15 juin 1865) est un commandant de l'Armada paraguayenne qui sert dans les premiers jours de la guerre du Paraguay, décédé des suites de ses blessures lors de son action à la bataille de Riachuelo .

## Biographie
Pedro Ignacio Meza est né à Asunción, Paraguay, en 1813 ). Il est connu par ses subordonnés sous le nom de "Meza",.
Il rejoint les forces armées paraguayennes en tant que soldat d'artillerie. En 1841, il est promu caporal et en 1844 sergent,.
En 1845, il est affecté à la nouvelle artillerie navale, et l'année suivante, il est promu lieutenant,.
Après avoir pris part à l'expédition au Chaco en 1846, commandée par le lieutenant-colonel et ingénieur Francisco Wisner de Morgenstern, un Hongrois au service du Paraguay, il est promu en 1847 au poste de lieutenant d'un navire et affecté au commandement du bateau République du Paraguay,.
En 1857, il est promu capitaine de corvette et prend le commandement du bateau à vapeur Tacuarí, le navire amiral de la flotte paraguayenne. En 1858, il est promu au grade de capitaine de frégate,.
Avec le début de la guerre contre le Brésil, en 1864, il commande la flotte paraguayenne dans la campagne du Mato Grosso,.